# 魔鏡 (白雪公主)

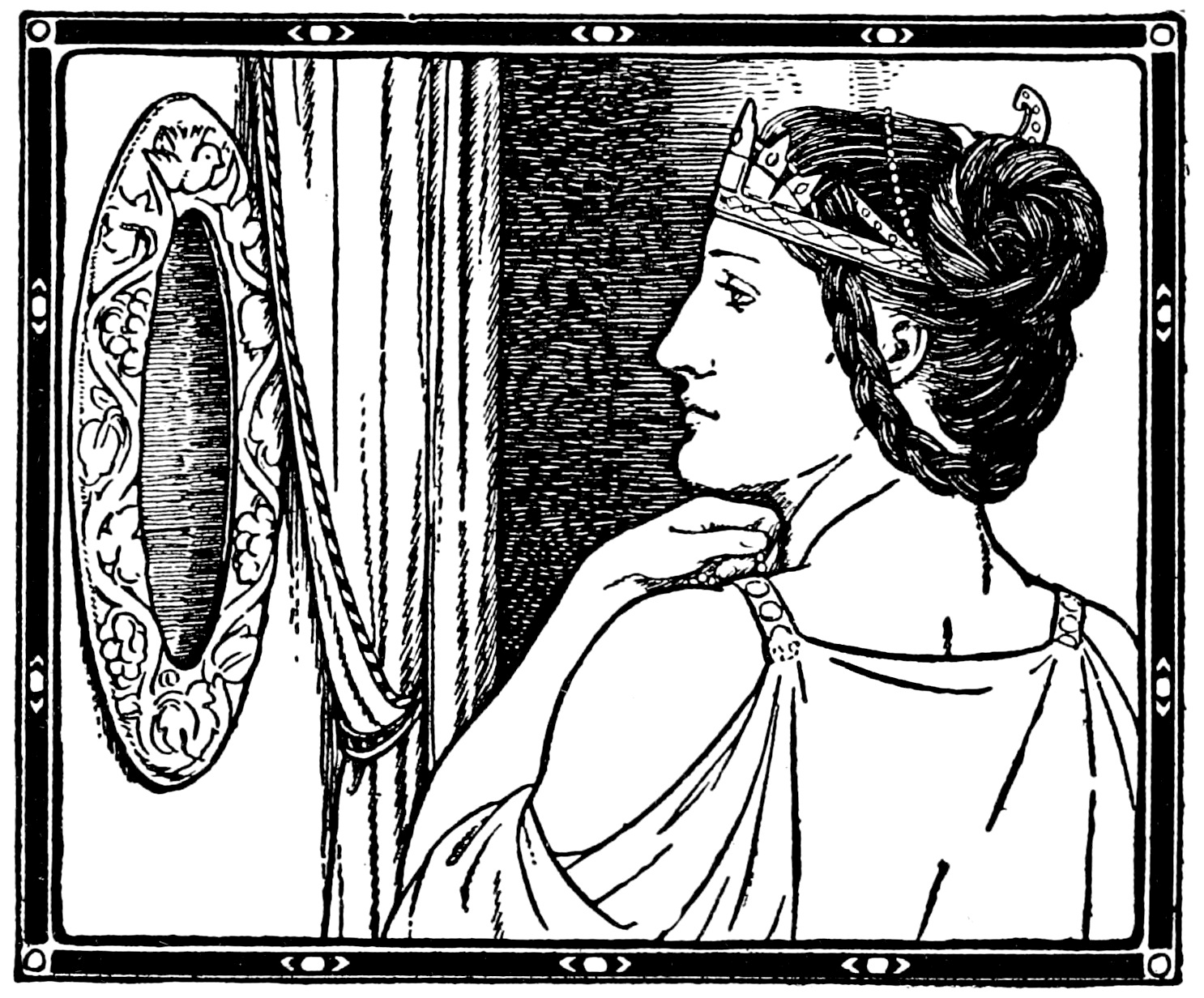
在魔鏡前的壞皇后。

魔鏡是德國童話故事《白雪公主》裡的一項物品，壞皇后會向它詢問「世界上最美的女人是誰」。

## 童話故事
魔鏡是壞皇后的所有物，在不同版本的故事裡，其外型不盡相同，從手持的或掛在牆上的皆有。每天早上，壞皇后都會問魔鏡：「魔鏡啊魔鏡，誰是世界上最美的女人？」而魔鏡總會回答她：「世界上最美的女人是您」由於魔鏡不會說謊，因此皇后十分高興。但是當白雪公主一天比一天美麗時，魔鏡的答案改變了，它說「皇后您是這裡最美的女人，但白雪公主比您美一千倍」，因此壞皇后雇了一名獵人去殺白雪公主，之後又用毒蘋果企圖毒殺白雪公主，但這些計畫都沒有成功，因此魔鏡仍回答「皇后您是這裡最美的女人，但白雪公主比您美一千倍」。